# Huon le Roi
Huon le Roi ou Huon de Cambrai est un poète français du Moyen Âge, actif dans la seconde moitié du XIIIe siècle. Il est originaire de Cambrai.

## Biographie
On sait très peu de choses sur la vie de Huon le Roi. Quelques éléments peuvent être tirés de son œuvre. Son nom et son origine peuvent être déduits de l'incipit de La senefiance de l'ABC : Se Li Rois de Cambrai envoie… ou de celui de La descrissions des relegions, ainsi que de mentions sur plusieurs manuscrits sous les formes « Huon le Roi de Cambrai », « Roi de Cambrai », « Huon le Roi » ; le Roi n'est pas son nom, mais doit venir du fait qu'il a été couronné dans un concours de ménestrels.
Ses œuvres relèvent du dialecte picard. Elle contiennent quelques données historiques qui renvoient à l'extrême nord de la France.

## Œuvres
Huon le Roi privilégie les vers octosyllabiques soit avec des rimes plates, soit regroupés en strophes avec une structure de rimes plus complexe.
Il n'est pas tout à fait certain que toutes les œuvres mises sous ce nom sont bien du même auteur.
- Le Vair Palefroi, son œuvre la plus connue.
- Li regrés Nostre Dame[2].
- Li abecés par ekivoche et li significations des lettres ou La senefiance de l'ABC[3].
- Ave Maria.
- La descrissions des relegions ou La devisions d'ordres et de religions[4].
- La vie et le martyre de saint Quentin[5] (Li vie et li martyres mon signeur saint Quentin).

## Éditions
- Huon le Roi, Le Vair Palefroi, édition bilingue, publication, traduction, présentation et notes par Jean Dufournet, Paris, Champion, 2010, 240 p.
- Huon le Roi de Cambrai, Li regres Nostre Dame, publié d'après tous les manuscrits connus par Artur Långfors, Paris, Champion ; Helsingfors, Imprimerie centrale, 1907.
- Huon le Roi de Cambrai, La vie de Saint Quentin, publié par A. Långfors et W. Söderhjelm (« Acta Societatis scientiarum Fennicae », 38, 1), Helsingfors, 1909.
- Huon le Roi de Cambrai, Œuvres, éditées par Arthur Långfors, I : ABC – Ave Maria – La descrissions des relegions, Paris, Champion (« Les classiques français du Moyen Âge », 13), 2e éd., 1925, XVII + 48 p.
- (es) Huon le Roi, Obras completas, estudio, anotaciones y traducción de M. Gloria Ríos Guardiola, Murcia, Editum, 2011, 313 p.  (ISBN 9788483716120)